# Adalberto Giazotto
Adalberto Giazotto (Genova, 1º febbraio 1940 – Pisa, 16 novembre 2017) è stato un fisico italiano, pioniere della ricerca sulle onde gravitazionali, le increspature dello spazio-tempo predette da Albert Einstein, oltre un secolo fa, nella teoria della Relatività Generale, e padre dell'esperimento Interferometro VIRGO.

## Biografia
Figlio del celebre musicologo e compositore Remo Giazotto e di Margherita Rebora, Adalberto Giazotto nasce a Genova il 1º febbraio 1940. Durante il periodo bellico vive a Cogne, in Valle d'Aosta. Si trasferisce poi a Milano dove frequenta il liceo scientifico. Fin da bambino mostra un precoce interesse per la costruzione di apparecchi complessi come trasmettitori e radio. 
"Le radio e le onde erano per me di un fascino spaventoso, di qualsiasi natura fossero, perché in grado di viaggiare attraverso lo spazio".
Dopo il liceo, nel 1959, si iscrive a Fisica all'Università degli Studi di Roma "La Sapienza", laureandosi nel 1964 con una tesi teorica sullo spettro di massa delle particelle elementari, seguita da Rosario Liotta.

## Attività scientifica
Dopo aver trascorso un periodo come borsista al CNEN (Comitato Nazionale per l’Energia Nucleare), nel 1965 si unisce al gruppo di fisica sperimentale diretto da Gherardo Stoppini a Pisa che conduce, in collaborazione con il gruppo di Edoardo Amaldi, esperimenti di elettroproduzione e lo studio dei fattori di forma dei mesoni π+ in soglia, presso l’elettrosincrotrone di Frascati.
Il gruppo pisano si trasferisce nei primi anni '70 a Daresbury, nel Regno Unito, con Lello Stefanini, Marcello Giorgi e Alberto Del Guerra, per proseguire lo studio dell’elettroproduzione di adroni e misurare il fattore di forma assiale del nucleone, dove rimane fino al 1973.
A seguito dello smantellamento del sincrotrone di Daresbury, nel 1974, Giazotto torna in Italia ed inizia la collaborazione FRAMM, per condurre esperimenti al CERN. (Conseil Européen pour la Recherche Nucléaire) nel gruppo di Lorenzo Foà: NA1 sulla fotoproduzione e misura della vita media di particelle con charm, e NA7 sulla misura del fattore di forma dei mesoni π - e K-.

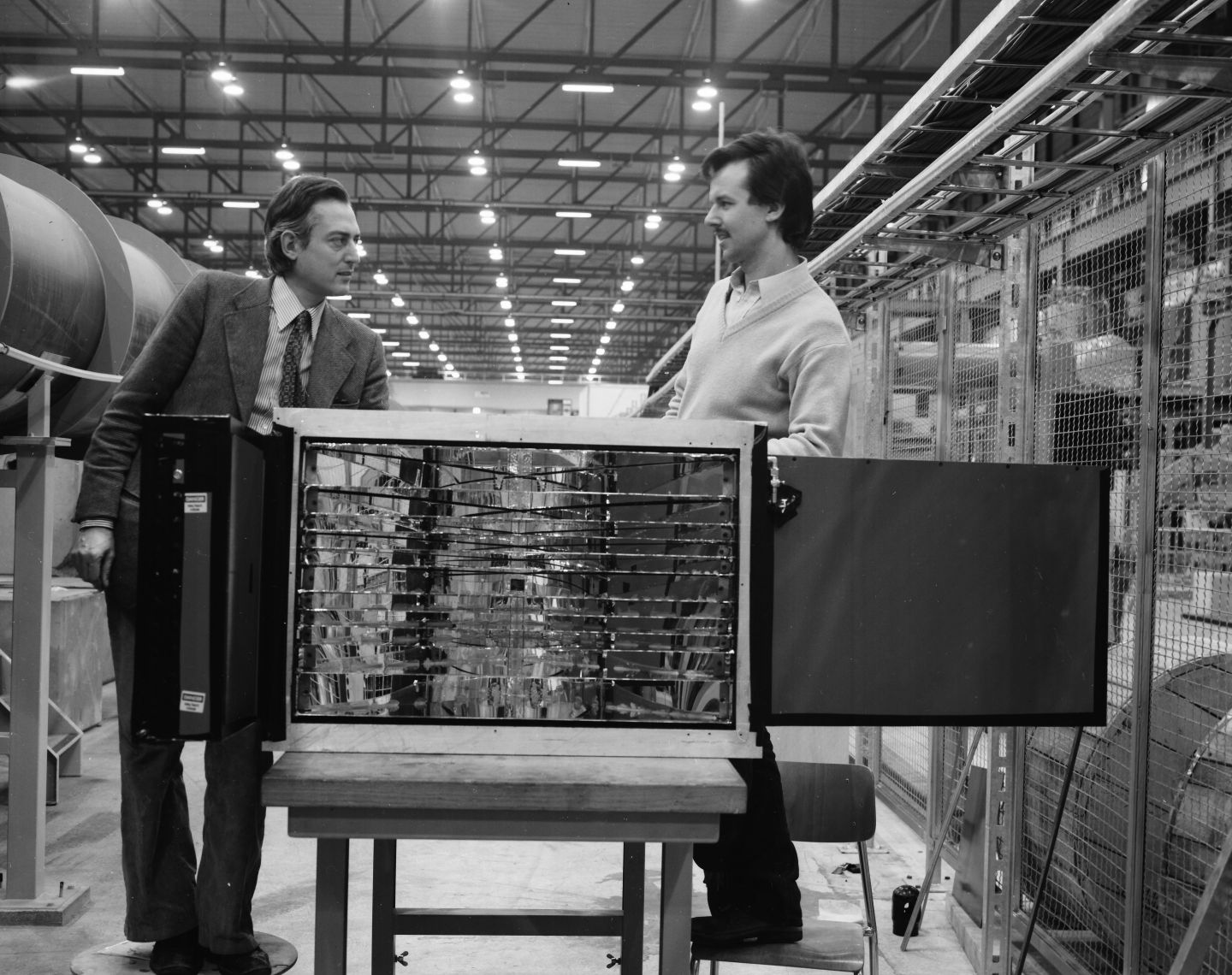
Adalberto Giazotto con Marco Budinich-FRAMM, Cherenkov, 1979

Dal 1981 al 1984, in seguito a un periodo di gravi problemi di salute, Giazotto matura l'intenzione di dedicarsi a un progetto di ricerca al tempo considerato un’impresa impossibile, interessandosi agli esperimenti per la rivelazione delle onde gravitazionali attraverso l'interferometria laser, una strada alternativa a quella delle antenne a barra allora diffuse. Già dagli anni '70, Rainer Weiss al MIT e Kip Thorne al Caltech stavano lavorando nella stessa direzione, ponendo le basi dell'esperimento statunitense denominato LIGO (Laser Interferometer Gravitational-Wave Observatory).
Al termine del 1982 Giazotto pubblica un lungo report secondo cui isolare gli specchi dalle vibrazioni del terreno in modo estremamente efficace è una condizione indispensabile per il funzionamento di un’antenna interferometrica. Si mette a lavorare in quella direzione, con un’ulteriore ambizione: l’antenna interferometrica deve andare a cacciare le onde gravitazionali in un intervallo di frequenze allora considerato inaccessibile, quello tra 10 e 100 hertz. Tutto questo richiede un salto tecnologico mai sperimentato prima.
“In qualche modo Adalberto continuava il lavoro di suo padre. Cercava il basso continuo su cui scrivere una melodia. Si sforzava di rendere percepibile un rumore sordo, fatto di note gravi, come l’eco lontano di un organo a canne, il rumore di un tuono o quello del terremoto. Sapeva che in quelle note, che scendevano al di sotto delle ottave più basse percepibili dall’orecchio umano, si nascondevano le incredibili armonie che nessuno aveva mai ascoltato prima.”
Nel 1986 Giazotto ha un ruolo di primo piano nel lanciare la collaborazione con il fisico francese Alain Brillet, esperto di ottica del CNRS (Centre National de la Recherche Scientifique), presso il LAL (Laboratoire de l’Accéleratuer Linéaire) di Orsay. Questo conduce alla proposta visionaria, presentata da Giazotto nel 1987 all’INFN, assieme a gruppi di Napoli, Pisa, Salerno, Frascati, Parigi e Orsay, di costruire proprio in Italia un’antenna interferometrica, caratterizzata da due bracci di 3 km, in grado di rilevare le onde gravitazionali provenienti dall’universo.
Il suo progetto riceve l'incoraggiamento di Adriano Di Giacomo, fisico teorico dell'Università di Pisa, e proprio a Pisa si forma il nucleo del futuro gruppo Virgo, di cui fanno parte anche Raffaele Del Fabbro, Angela Di Virgilio, Hans Kautzky, Vinicio Montelatici, Diego Passuello.
Il gruppo si pone il problema di come ridurre il rumore sismico trasmesso agli specchi dell’interferometro, la principale fonte di disturbo nella regione delle basse frequenze. All’inizio viene sperimentata una soppressione attiva delle vibrazioni ed inizia con alcuni collaboratori l’esperimento IRAS (Interferometro per la Riduzione Attiva del Sisma) dell’INFN, che lo porta a concludere che devono essere tentate vie diverse da quella del “controllo attivo”.

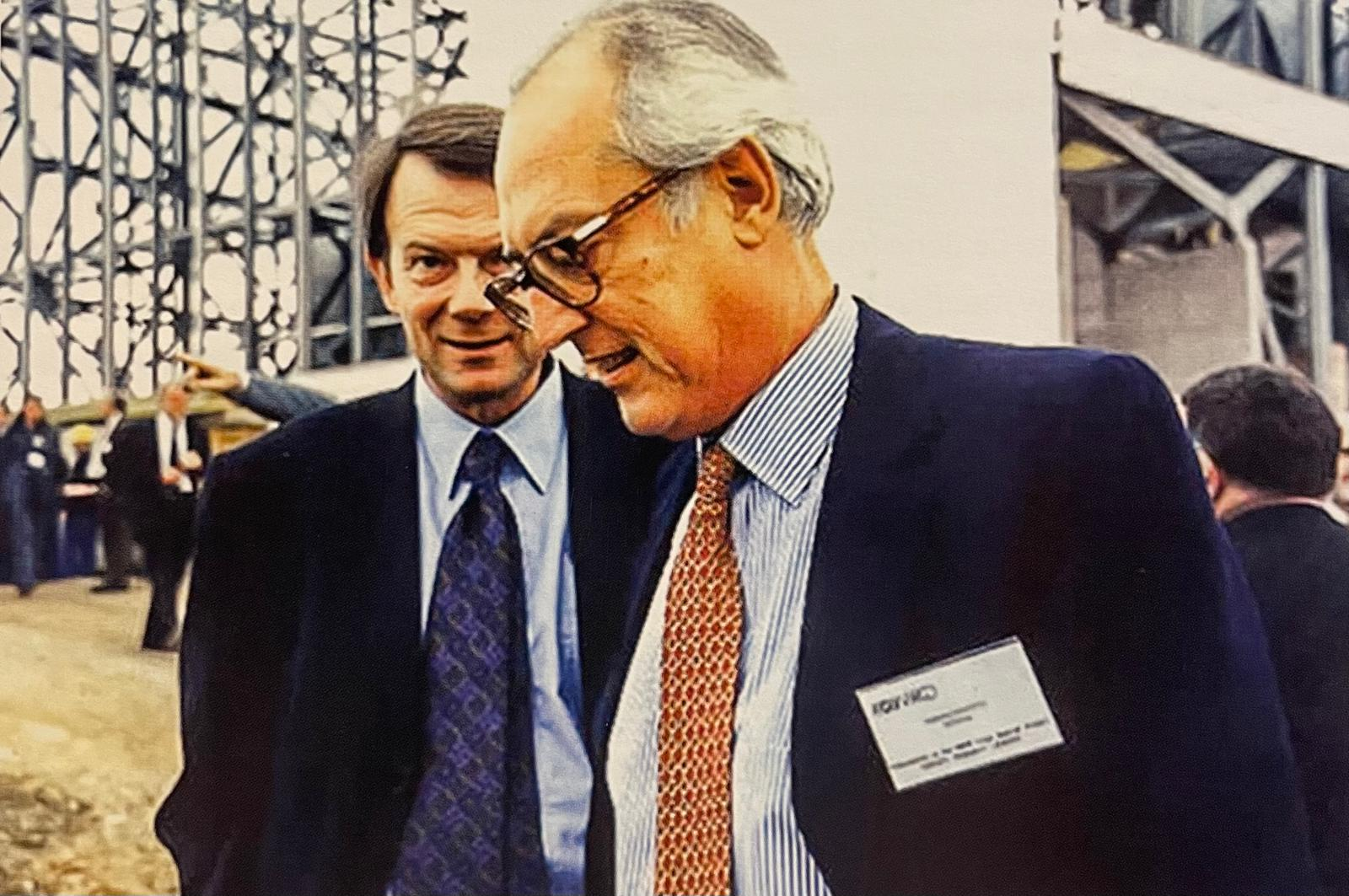
Adalberto Giazotto e Alain Brillet-Virgo 1997

In seguito, tra il 1985 e il 1987, nel laboratorio di San Piero a Grado (Pisa), Giazotto e i suoi colleghi progettano e costruiscono i superattenuatori, cioè delle sospensioni con filtri antisismici passivi che garantiscono una riduzione di miliardi di miliardi di volte degli effetti delle vibrazioni del suolo.
Nel contempo Giazotto consegue nel 1989 la nomina a dirigente di ricerca dell’INFN.
Proprio in questo anno i gruppi al lavoro in Italia e Francia, consapevoli dei progressi ottenuti, elaborano una nuova proposta da presentare all’INFN ed al CNRS, composta da oltre 400 pagine, intitolata “The Virgo Project”, il cui nome fa riferimento all’omonimo ammasso di galassie che si trova nell'ammasso della Vergine, ad una distanza di 60 milioni di anni luce. Il nome scelto ha un chiaro significato: il rilevatore deve raggiungere una sensibilità tale da poter osservare una sorgente di onde gravitazionali alla distanza dell’ammasso Virgo.
L’introduzione scritta da Giazotto e Brillet suona profetica: “Virgo deve essere considerato allo stesso tempo come un esperimento e un passo verso un osservatorio futuro: l’obiettivo primario è quello di realizzare o partecipare alla prima rilevazione delle onde gravitazionali; ma ha anche l’obiettivo a lungo termine di essere parte di una rete che coinvolgerà altri rivelatori in paesi diversi e produrrà dati di interesse astrofisico.”
Nel 1993 il progetto Virgo viene definitivamente approvato, attraverso un accordo internazionale, dall’INFN e dal CNRS francese (Centre National de la Recherche Scientifique), mentre negli Stati Uniti viene approvata la costruzione di LIGO (Laser Interferometer Gravitational-Wave Observatory), consistente in due interferometri di 4 km ciascuno.
Giazotto e Brillet ricoprono, alternandosi, le cariche triennali di Project Leader e Deputy Project Leader.
Al termine della costruzione, nel 2002, si forma ufficialmente la collaborazione Virgo. Dal 2003 al 2006 Giazotto assume l'incarico di spokesperson di Virgo, dedicandosi ulteriormente ad un'intensa attività di ricerca e promozione dell'esperimento.
Inizia la messa in funzione per raggiungere la sensibilità di progetto, ottenuta nel 2009.               
Parallelamente al lavoro sugli interferometri di prima generazione, la comunità scientifica, prepara il terreno per realizzare gli interferometri di seconda generazione, dove tutta l’esperienza acquisita in decenni di ricerca viene reinvestita negli “advanced”.
Nel 2009 il CNRS e l’INFN approvano dunque Advanced Virgo, il rivelatore di seconda generazione, i cui studi erano iniziati già a partire dal 2005. La sfida è quella di riuscire a mettere in campo un rivelatore di sensibilità competitiva con un bilancio ridotto. L’estate 2011 Virgo conduce il suo ultimo run di presa dati, per poi spegnersi definitivamente in previsione dell’upgrade.
Grazie ai superattenuatori, in grado di raggiungere le prestazioni richieste in tutti i gradi di libertà traslazionali e angolari, Virgo diventa il rivelatore esistente più sensibile nelle basse frequenze, in concorrenza con LIGO.
Giunto alla convinzione che un singolo interferometro, per quanto sensibile, non può riuscire a rilevare da solo la possibile presenza di onde gravitazionali, fin dal 2001 Giazotto concepisce l'idea di creare una rete che includa Virgo e altri rilevatori, per lavorare insieme come una single machine (LIGO- Virgo).
Questa sua visione viene estesa agli osservatori astronomici, e ben prima che siano registrati gli eventi, comunità diverse sono preparate alle osservazioni, scientificamente ma anche con accordi e protocolli, che possano riconoscere a ciascuno il proprio contributo.
L’11 febbraio 2016 Giazotto assiste all’enorme successo della sua impresa scientifica: viene annunciata la scoperta delle onde gravitazionali, il cui segnale è stato rilevato il 14 settembre 2015. A dare l’annuncio della rilevazione è LIGO, l’esperimento americano con cui Virgo collabora e che per primo registra lo storico segnale.
Nel 2017 Advanced Virgo raggiunge una sensibilità in grado di esplorare un volume di universo 10 volte maggiore di quello mai raggiunto da Virgo. Il passaggio di un’onda gravitazionale viene registrato da Advanced Virgo in due momenti, il 14 ed il 17 Agosto 2017, quando per la prima volta vengono realizzate osservazioni congiunte da parte di un network di tre rivelatori, i due interferometri americani LIGO e Virgo, che ha reso possibile individuare la galassia da cui il segnale è partito.
La rivelazione delle onde gravitazionali si aggiudica il Nobel per la Fisica ad Ottobre del 2017 nelle persone di Kip Thorne, Rainer Weiss e Barry Barish. Assieme ai vincitori avrebbe dovuto esserci anche Giazotto, per il suo fondamentale contributo a Virgo. Tuttavia, con la citazione di Virgo e dei suoi fondatori Adalberto Giazotto ed Alain Brillet, durante la cerimonia di assegnazione dei premi Nobel, la comunità scientifica riconosce l'importanza del contributo di Giazotto e del suo ruolo da pioniere.
Adalberto Giazotto scompare il 16 novembre 2017, dopo aver visto la sua idea diventare una nuova astronomia multi-messaggio, basata sull’ascolto di diversi segnali che, come messaggeri cosmici, sono in grado di svelare i segreti più intimi dell’universo.

## Riconoscimenti
In seguito alla prima osservazione di onde gravitazionali, avvenuta nel 2015, Giazotto riceve numerosi riconoscimenti dalla comunità scientifica e non.
- Premio Fermi (2016) della Società italiana di fisica, insieme a Barry Barish (Premio Nobel per la Fisica 2017)
- Medaglia Amaldi (European Prize for Gravitation) (2016) della Società Italiana di Relatività Generale e Fisica della Gravitazione insieme a Guido Pizzella
- Medaglia Matteucci (2016) dell'Accademia Nazionale delle Scienze
- Premio Caterina Tomassoni e Felice Pietro Chisesi (2016) dell'Università di Roma La Sapienza
- Special Breakthrough Prize Scientist Changing the World (2016) Fundamental Physics
- Premio Leonardo-Ugis (2016) del Museo Nazionale della Scienza e della Tecnologia Leonardo Da Vinci ed Unione Giornalisti Italiani Scientifici
- Premio europeo EPS Edison Volta (2018) insieme ad Alain Brillet, Karsten Danzmann e James Hough
- Nomina Commendatore dell’Ordine al Merito del Presidente della Repubblica
- Premio Pegaso d’Oro (2017) della Regione Toscana

## Passioni

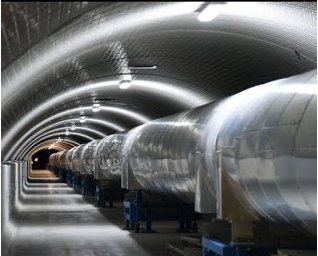
Interferometro Virgo-Pisa

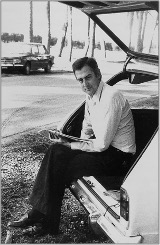
Adalberto Giazotto - Pisa, 1976

Sposato con l'architetto italo-peruviano Lidia Volpicelli e padre dei quattro figli Francesco, Alessandro, Ilaria e Cosima, Giazotto investe molte delle sue energie nella ricerca del bello e unico, sviluppando una passione sfrenata per i cristalli sin dall'infanzia. La sua convinzione è che i campioni cristallizzati più rilevanti al mondo debbano essere dichiarati Patrimonio dell’Umanità.
“Forse in futuro, se questi eccezionali tesori della natura potranno essere esposti nei musei, con la stessa devozione dedicata alle opere d’arte, questo vuoto culturale potrà finalmente essere colmato.” 
Il connubio tra musica e onde gravitazionali, vibrazioni armoniche e vibrazioni dello spazio-tempo, sono grandi generatrici di profonde emozioni della vita di Adalberto Giazotto. D'altronde il padre è Remo Giazotto, musicologo, compositore, giornalista, critico musicale, noto per i suoi studi su Tomaso Albinoni, ed autore del celebre Adagio in sol minore, divenuta a livello planetario una pietra miliare nel panorama della musica classica e non solo.
Sviluppare i più sensibili microfoni in grado di “ascoltare” le onde gravitazionali, probabilmente le più affascinanti tra le vibrazioni della natura, è quasi inconsapevolmente una missione e un destino per Giazotto. 
In particolare eredita dalla propria famiglia una passione sfrenata per le opere di Beethoven.
“Scienziati e artisti sono gli osservatori del mondo. Il loro lavoro consiste semplicemente nel vedere quello che gli altri non riescono a vedere.”